# Кузя: На Абордаж!
Кузя: На Абордаж! (англ. Hugo: Cannon Cruise) — компьютерная игра 2004 года, часть датской медиафраншизы Hugo (в русской локализации — Кузя), разработанная студией Interactive Television Entertainment. Первой в октябре 2004 года была выпущена 2D-версия под мобильные устройства, спустя месяц выпущена основная игра для платформ Windows и PlayStation 2.

## Сюжет
Игра начинается со вступительного ролика, в котором рассказывается легенда о том, что в древние времена могущественная колдунья Айдуна посадила на своём острове волшебную яблоню, плоды которого способны исполнять любые три желания того, кто будет ими обладать. Это волшебное яблоко созревает каждую тысячу лет. После смерти Айдуны дерево было спрятано внутри её гробницы, а местонахождение самой гробницы утрачено. Спустя много лет карта с местонахождением гробницы Айдуны попадает в руки злой ведьмы Сциллы (дат. Afskylia), которая начинает её поиски. Цель её – уничтожить весь мир в целом и её главного врага – тролля Кузю – в частности. Для того, чтобы открыть магическую печать, закрывающую вход в гробницу, необходимо поднять со дна моря четыре статуи сестёр Айдуны. Примерно в это же время Кузя вместе со своим другом туканом Фернандо отправляется на своей быстроходной шхуне, вооружённой пушкой и минами, на рыбную ловлю в водах Троллетрюкского фьорда. Внезапно его судно натыкается на эскадру пиратов – приспешников Сциллы. Расправившись с их кораблями, Кузя узнает о волшебном яблоке и интересе Сциллы, что побуждает его немедленно отправиться на поиски артефакта, чтобы помешать коварным планам ведьмы. Соперниками Кузи на этом пути выступают сторонники Сциллы – викинги, бобры-римляне и пираты, а затем и флот самой Сциллы.

## Геймплей
Игра разделена на 15 уровней, в каждом из которых игроку предлагается выполнять ряд заданий, в частности, на уничтожение кораблей противника, разминирование минных полей и сбор магии с уничтоженных кораблей. Каждый игровой уровень представляет собой небольшой архипелаг, под управлением игрока находится шхуна Кузи. В арсенале корабля есть пушка, стреляющая ядрами, и ограниченный набор самонаводящихся мин, которые способны преследовать проплывающий мимо вражеский корабль. Количество ядер и мин ограничено, их можно пополнять за счёт трофеев с уничтоженных противников, а также несколько ящиков с боеприпасами можно найти в игровом мире. Также в тайниках можно найти улучшения скорости шхуны и пушки. Противники делятся на два типа – вражеские корабли и неподвижные боевые башни. В правом углу находится шкала очков здоровья игрока, когда шкала исчерпана, корабль тролля тонет, а Кузя при этом отпускает случайный и довольно едкий комментарий. Пополнять здоровье можно за счёт обломков потопленных кораблей противника, которые могут выпасть только с некоторой вероятностью – кроме обломков, могут выпасть ящики с ядрами и минами, а также вражеская мина. Ещё одним способом ремонта корабля являются иногда проплывающие в море косяки рыб, которых можно «подстрелить» пушкой корабля.

## Критика
| Русскоязычные издания | Русскоязычные издания |
| Издание               | Оценка                |
| --------------------- | --------------------- |
| Absolute Games        | 30 % (ужасно)         |

Датский сайт Gamesector.dk поставил версии для PlayStation оценку 7/10, а журнал Geek Culture – 3 из 6 звезд. PC Games поставил версии игры для ПК 64 %, а польский журнал «Wirtualna Polska» оценил версию для PlayStation в две звезды из пяти. В России отзыв на игру оставил портал Absolute Games, оценка в рецензии составила 30 % (ужасно).